# Rivas Dávila
Rivas Dávila é um município da Venezuela localizado no estado de Mérida.
A capital do município é a cidade de Bailadores.